# リアル (名古屋市の企業)
株式会社リアルは、リノベーションリフォーム事業・不動産仲介を行う不動産会社。中古マンションリノベーションブランド「リアリノ」の展開を行っている。

## 概要
2000年12月に設立。愛知県を中心にリノベーション事業を展開している。
2020年11月18日付。中部経済新聞およびyahooニュースにて明日を拓く経営東海で頑張る中小企業として掲載されている。
2020年12月に20周年を迎えた。
2020年12月10日にリノベーションオブザイヤー2020特別賞を受賞した。
2021年1月20日付。朝日新聞にてテレワーク物件の施工例を提供し掲載されている。

## 沿革
- 2000年12月有限会社リアル設立
- 2006年12月株式会社リアルに組織変更
- 2013年6月代表取締役の片田一幸がリノベーション住宅推進協議会の理事に就任
- 2014年1月「リアリノ」の商標を取得

## 加盟団体
- 公益社団法人全国宅地建物取引業保証協会
- 一般社団法人リノベーション住宅推進協議会